# 农林大学站 (福州市)
农林大学站（福州話：/nuŋ˥˥ liŋ˥˧ tai˥˥ ouʔ˥/）位于中华人民共和国福建省福州市仓山区上下店路与金山路交叉口福建农林大学东侧，是福州地铁5号线的地铁车站，于2022年4月29日启用。

## 车站结构

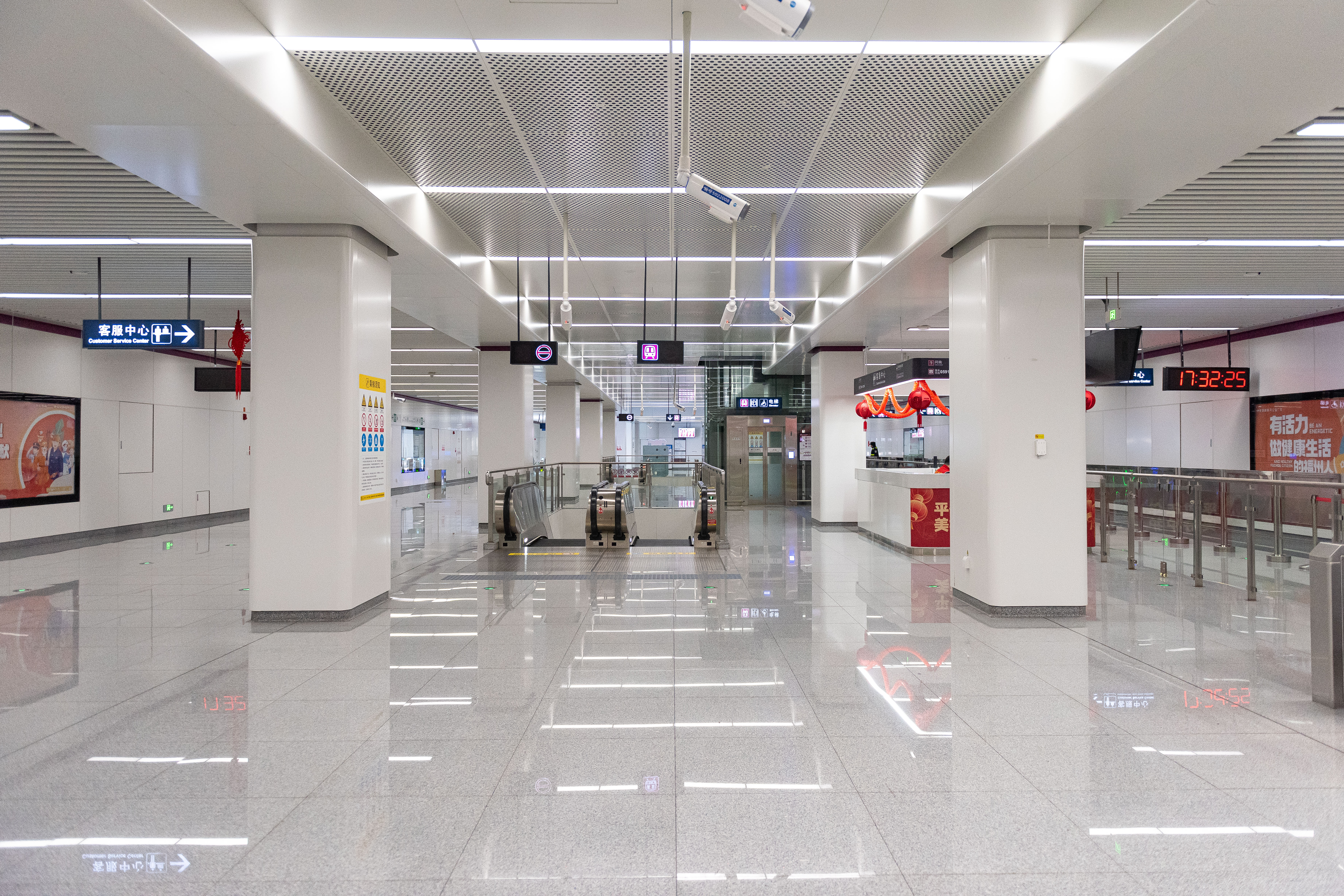
站厅

农林大学站沿上下店路南北向布置，西侧为福建农林大学东门，东侧临近闽江。由于农林大学站地下隧道距闽江最近仅17米，故车站为双柱三跨地下三层车站：地下一层为站厅层；地下二层为设备层；地下三层为站台层，岛式站台，全长168米，宽22.1米。
| 地面层   | 出入口                               |  | 出入口                       |
| 地下一层 | 站厅                                 |  | 票务服务、自动售票机         |
| 地下二层 | 设备层                               |  | 车站设备                     |
| 地下三层 | 1                                    |  | 5号线 往荆溪厚屿（荆溪厚屿） |
| 地下三层 | 岛式站台，列车运行方向左侧的车门开启 |  |                              |
| 地下三层 | 2                                    |  | 5号线 往福州火车南站（洪塘） |

### 出入口与周边
农林大学站设置2个出入口，目前已全部开放，无障碍电梯与卫生间均位于B出入口。
| 农林大学站出入口信息        | 农林大学站出入口信息 | 农林大学站出入口信息 | 农林大学站出入口信息 |
| --------------------------- | -------------------- | -------------------- | -------------------- |
|                             |                      |                      |                      |
| 编号                        | 设施                 | 位置                 | 接驳交通             |
| 出口 · A                    |                      | 车站北口             | 农林大学             |
| 出口 · B                    |                      | 车站南口             | 农林大学             |
| 注： 设有电梯 \| 设有卫生间 |                      |                      |                      |

## 历史
- 2018年1月24日，农林大学站进入主体结构施工阶段。[2]
- 2019年9月16日，农林大学站主体结构顺利封顶。[3]
- 2019年11月11日，农林大学站至洪塘站区间进入盾构施工阶段。[4]
- 2020年10月6日，农林大学站至洪塘站盾构区间双线顺利贯通。[5]
- 2022年4月29日，农林大学站随地铁5号线开通正式启用。[1]